# Valea Siliștei, Vaslui
Valea Siliștei este un sat în comuna Solești din județul Vaslui, Moldova, România. Populația este de cca. 700 de locuitori. În sat se află o biserică de lemn datând din 1840, considerată monument istoric. Primele mențiuni ale satului sunt din prima parte a sec. XIX. Un drum asfaltat în 2004 leagă satul de DN24 (Iași-Vaslui).
 Acest articol despre o localitate din județul Vaslui este deocamdată un ciot. Puteți ajuta Wikipedia prin completarea lui.